# 永丰镇 (德庆县)
永丰镇，是中华人民共和国广东省肇庆市德庆县下辖的一个乡镇级行政单位。

## 行政区划
永丰镇下辖以下地区：
永丰社区、南田村、古蓬村、新乐村、荔枝村、紫迳村、郡市村、河村、金郡村、文罗村、双城村和文善村。